# Governo Netanyahu VI
Il governo Netanyahu VI è il 37º ed attuale governo d'Israele, il sesto sotto la guida di Benjamin Netanyahu, in carica dal 29 dicembre 2022.
Definito da molti, a livello politico, come "l'esecutivo più a destra della storia del paese", esso è nato come regolare governo civile di coalizione dopo le elezioni del novembre 2022, sebbene sia successivamente mutato, in seguito allo scoppio nell'ottobre del 2023 di un pesante conflitto armato contro Hamas presso la Striscia di Gaza (poi allargatosi successivamente anche ad una generale guerra per procura contro Hezbollah, Huthi e a una riemersione in chiave di guerra regionale del Conflitto israelo-palestinese, nonché della guerra con l'Iran, anche questa prima per procura e successivamente trasformatasi in una vera e propria guerra), in un governo di guerra, al fine di gestire al meglio la grave situazione in condizioni sopraelevate dalla partigianeria politica, fino a tornare, nel 2024, un governo civile con deroghe e prerogative esecutive di emergenza (con il continuo rinnovo dello Stato di emergenza) all'ordinaria gestione degli affari riguardanti la tematica bellica.
Composto da 31 ministri (nella sua formazione iniziale), è stato ab origine sostenuto da una coalizione formata da Likud, Shas (in appoggio esterno dal 16 luglio 2025), Ebraismo della Torah Unito (uscito il 17 luglio 2025), Partito Sionista Religioso, Otzma Yehudit (in appoggio esterno dal 19 gennaio al 19 marzo 2025 per alcuni disaccordi) e Noam (uscito brevemente dal 28 febbraio al 25 maggio 2023 e poi definitivamente, per disaccordi, il 24 marzo 2025), cui si è aggiunto, fino al 9 giugno 2024 e nel contesto bellico, il Partito di Unità Nazionale (compresa la sua fazione Nuova Speranza, rientrata il 29 settembre 2024 come partito autonomo dopo essere inizialmente uscita il precedente 25 marzo), portando il governo ad un totale massimo di 36 ministri, di cui 5 nominati in stato d'assedio.

## Storia

### Formazione

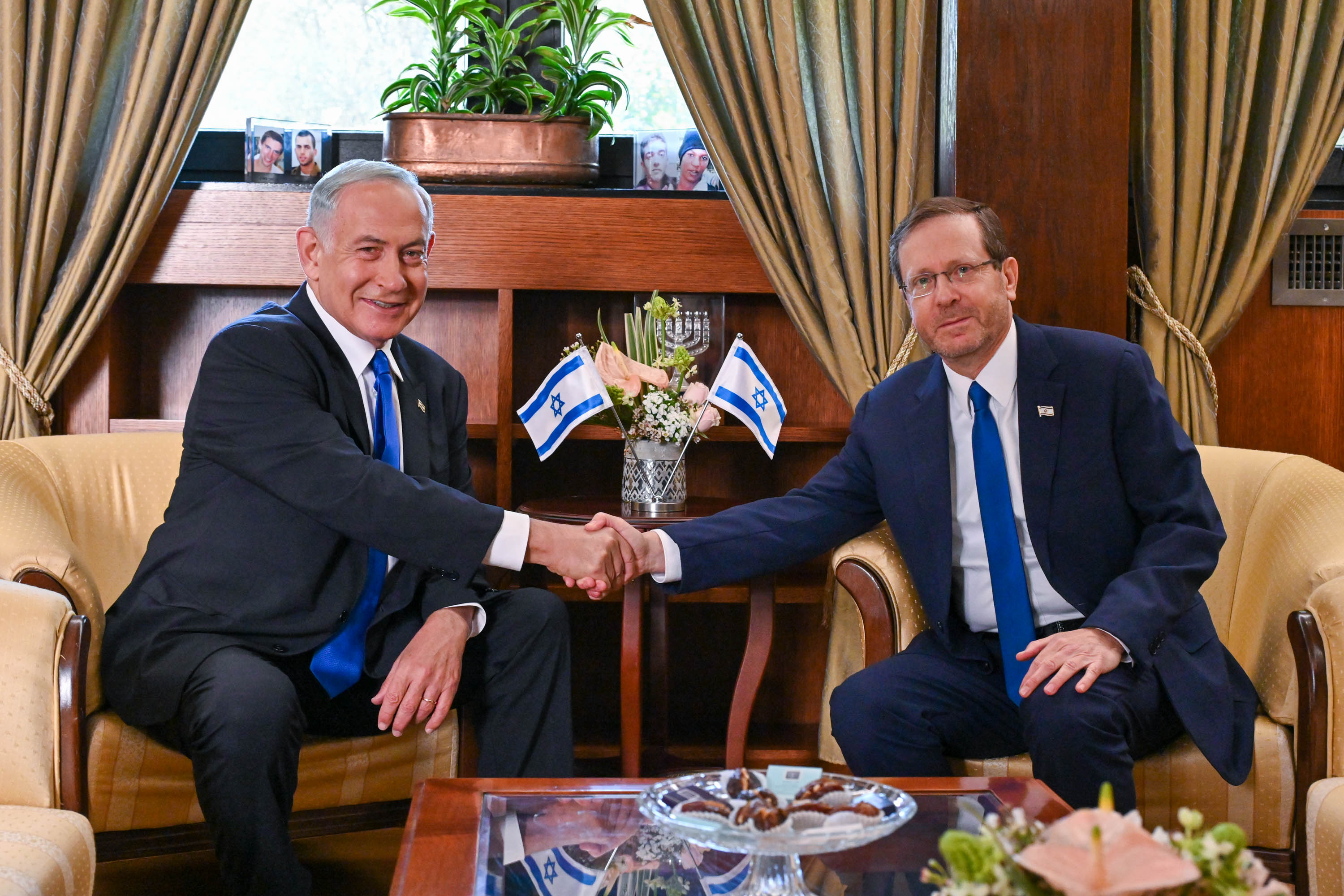
Il presidente Isaac Herzog nel momento in cui conferisce a Benjamin Netanyahu l'incarico di formare il nuovo governo.

In seguito alle elezioni del novembre 2022, vinte dalla coalizione di destra a guida Likud con una solida maggioranza (64 seggi su 120), il presidente d'Israele Isaac Herzog ha conferito, il 13 dello stesso mese, l'incarico di formare un nuovo governo al suo leader, Benjamin Netanyahu, il quale, nonostante ciò, dovette affrontare lunghe settimane di trattative fra i partiti della futura maggioranza, che, in stata 21 dicembre, sono infine culminate nell'annuncio di riuscita dell'incarico.
Di conseguenza, dopo aver ricevuto la fiducia dell'Assemblea il 29 dicembre, il governo ha potuto prestare giuramento lo stesso giorno nell'aula della Knesset, entrando così in carica con pieni poteri.

### Conflitto in Medioriente e gestione generale
Il 7 ottobre 2023, intorno alle prime ore del mattino, dopo anni di consolidate tensioni con l'organizzazione paramilitare islamista, sunnita e radicale "Hamas" controllante la Striscia di Gaza, un consistente gruppo di miliziani ha attaccato lo Stato di Israele per via terrestre su più punti, sfondando la barriera di confine e travolgendo l'impreparata Polizia frontaliera, così come i reparti dell'esercito posti a pattuglia della zona. Dopo essere penetrati, i miliziani hanno condotto azioni di guerriglia urbana, assediando le città e le strutture al confine e violentando la popolazione, tra omicidi, prese in ostaggio e violenze di altra natura.
In reazione a ciò, Israele ha dispiegato immediatamente le proprie forze di difesa, tra cui la propria difesa aerea Cupola di Ferro. Tuttavia, il fatto che l'attacco fosse stato perpetrato durante la festa ebraica della Simchat Torah e lo Shabbat, e un giorno dopo il cinquantesimo anniversario della guerra dello Yom Kippur, anch'essa iniziata con un attacco a sorpresa, ha fatto sì che, insieme a fattori d'altra natura, la risposta iniziale procedesse molto più lentamente del previsto.
In seguito al deteriorarsi della situazione, e nel mentre che le città venivano liberate, il governo ha dichiarato ufficialmente lo stato d'assedio, ponendo il paese in una situazione diplomatico-istituzionale, sociale ed economica di guerra, ordinando, contestualmente, il richiamo dei riservisti e un assedio totale sulla Striscia di Gaza, da attuarsi tramite bombardamenti, embarghi (già attuati da tempo, e dunque divenuti rafforzati) e accerchiamenti militari, in preparazione a una possibile invasione, poi avvenuta il 26 ottobre. Nel mentre, è stata altresì avviata un'importante attività di eliminazione sistematica dei leader e delle figure di spicco dell'organizzazione.
In questa situazione, dunque, il primo ministro Benjamin Netanyahu ha avviato il processo di formazione di un governo di guerra basato su circostanze di unità nazionale con le fazioni di opposizione della Knesset, la quale ha presto accolto una mozione di deroga allo scrutinio ordinario degli atti governativi e sospendendo gli affari legislativi ordinari. Alla fine, il 12 ottobre, con l'adesione del Partito di Unità Nazionale guidato da Benny Gantz, il governo è mutato in assetto di guerra, ricevendo supporto straordinario fino alla fine del conflitto.
In seguito, dopo ben un mese e mezzo di intense negoziazioni supportate da mediatori internazionali, le parti hanno temporaneamente aderito, nonostante le pressioni delle frange più radicali dei rispettivi schieramenti, ad un breve e svincolato cessate il fuoco di quattro giorni complessivi, con il solo fine di scambiarsi parte degli ostaggi e dei prigionieri. Questo, pur avendo avuto un discreto successo e pur essendo stato anche parzialmente prorogato di due giorni (con un’apertura alla possibilità di poterlo essere ancora), è infine cessato, insieme alle speranze per una breve soluzione del conflitto, il successivo 1º dicembre, non essendo stato accordata una nuova proroga a causa di disaccordi bilaterali.
Il 9 giugno 2024, poi, dopo mesi di divergenze e discussioni sul futuro bellico, operativo e logistico, il Partito di Unità Nazionale di Benny Gantz, seguendo una delle sue fazioni già distanziatasi nel marzo dello stesso anno (Nuova Speranza), ha lasciato l'esecutivo, passando a una forma di astensione tecnica, senza tuttavia alterare l'assetto di guerra dell'esecutivo, il quale è ciononostante ritornato successivamente civile (sebbene con alcune deroghe e prerogative esecutive di emergenza a causa del conflitto in corso) poco tempo dopo, il 17 giugno, con lo scioglimento della sezione dirigenziale militare e la redistribuzione delle competenze belliche in un comitato interministeriale più ristretto e informale (il c.d. Gabinetto di sicurezza), su volere dello stesso Primo ministro Benjamin Netanyahu.
Il 17 settembre, al culmine di un pericoloso aumento di tensioni e rappresaglie esplicite tra Israele e “Hezbollah”, un'altra organizzazione paramilitare islamista (ma sciita) operante principalmente nel Libano del Sud, il conflitto si è successivamente esteso, seppur relativamente in minore scala e intensità (ma anche in modo più implicito), anche nel paese arabo confinante, principalmente con bombardamenti ed esplosioni mirate (addirittura anche contro la missione UNIFIL), nonché con uccisioni di importanti figure direttive, limitati sconfinamenti e persino attacchi aerei diretti di rappresaglia da parte dello stesso Iran contro Israele e viceversa. In seguito, nonostante sia stato conseguito un accordo per un cessate il fuoco in data 26 novembre, consistente nel ritiro delle truppe israeliane dal territorio libanese e delle truppe di Hezbollah (sostituite da quelle dell'Esercito libanese in funzione di solo controllo dei confini) al di là del fiume Leonte, dunque al di fuori del Libano del Sud, ulteriori violazioni (principalmente bombardamenti mirati), seppur minori, si sono comunque verificate.
Il 29 settembre, in seguito a un accordo tra le parti, Nuova Speranza rientra ufficialmente nella coalizione governativa, ma senza alterare lo status dell'esecutivo.
Il 19 gennaio 2025, in seguito alla travagliata approvazione (dopo molti tentativi precedenti falliti) da parte prima della missione diplomatica israeliana, poi del Gabinetto di Sicurezza e infine dell'intero governo civile di un accordo di cessate il fuoco con Hamas nella Striscia di Gaza (nonostante i numerosi rinvii, lungaggini, dibattiti e ostruzionismi), Itamar Ben-Gvir, leader del partito di estrema destra Otzma Yehudit, ha annunciato le dimissioni di tutti i suoi ministri (compreso se stesso) dall'esecutivo e la sua fuoriuscita dalla coalizione governativa. Tale atto, per quando abbia effettivamente indebolito l'esecutivo, non ha comunque impattato eccessivamente su di esso, non solo perché il partito politico ha esplicitamente dichiarato di voler comunque sostenere, seppur scontento, il governo in appoggio esterno, ma anche perché la coalizione è comunque riuscita a conservare autonomamente una risicatissima maggioranza di manovra (61 seggi su 120) per restare in carica.
In virtù di tale evoluzione, dunque, sono iniziati in data 19 gennaio i primi scambi reciproci di ostaggi e prigionieri, i quali, nonostante alcuni iniziali dubbi, e qualche momentanea frizione a causa di alcuni incidenti, sono risultati proseguire abbastanza pacificamente per tutta la prima fase del cessate il fuoco, permettendo così a Israele di riorientarsi temporaneamente verso altre aree, tra cui la Cisgiordania (in cui le operazioni si sono presto intensificate nei mesi successivi), il Libano (con cui, nonostante il cessate il fuoco precedentemente concordato, dopo varie colluttazioni e successive proroghe unilaterali, l'accordo è stato ufficialmente violato, seppur con meno intensità) e la Siria, tornata nel mentre abbastanza instabile, allarmando contestualmente i vertici israeliani, dopo la caduta del regime di al-Asad; in tutti e tre i casi manifestando successivamente in modo esplicito la volontà di mantenere le posizioni ottenute in precedenza per andare così oltre l'ambito strettamente difensivo.
In seguito, tuttavia, nel contesto di una crescente mutua reticenza delle parti e della conseguente incapacità di far avanzare le trattative, il cessate il fuoco è ufficialmente tramontato, scaduti i 42 giorni prestabiliti come parte della prima fase del piano (e nonostante vi fosse stata un'iniziale proroga unilaterale israeliana, attuata in data 2 marzo con varie azioni di pressione), facendo così ripartire per l'ennesima volta i combattimenti (dopo una serie di interventi di isolamento e bombardamenti precedenti) in ottica, anche qui, di un'occupazione di lungo periodo. In aggiunta, politicamente parlando, tale mossa ha permesso, tra le altre cose, anche la ricompattazione della maggioranza, portando così al rientro nella coalizione di governo di Otzma Yehudit, in data 19 marzo.
Il successivo 24 marzo tuttavia, Noam annuncia ufficialmente la sua dipartita dal governo, dopo essere già precedentemente uscito e rientrato tra il 28 febbraio ed il 25 maggio 2023, citando disaccordi tra l'ideologia del suo fondatore e la politica generale perseguita, senza tuttavia alterare gli equilibri dell'esecutivo.
Successivamente, nell'ambito di quadro geopolitico progressivamente sempre più critico per l'andamento (con numerose accuse di genocidio mosse verso Israele) e la durata del conflitto, e nonostante gli Stati Uniti avessero già intavolato da tempo dei colloqui bilaterali volti a risolvere la questione dell'energia nucleare dopo il ritiro americano dall'accordo precedentemente stipulato nel 2015, in data 12 giugno Benjamin Netanyahu annuncia ufficialmente, giustificando l'azione ed il relativo riconfermato stato di emergenza con il potenziale rischio, seppur criticamente ridimensionato dagli osservatori internazionali, che la produzione di uranio arricchito avrebbe permesso all'Iran di ottenere in breve tempo un'arma nucleare per minacciare lo Stato ebraico, l'estensione su più ampia scala della guerra per procura contro quest’ultimo (già in corso da tempo e riaccesasi dal 2024, sebbene con attacchi per lo più simbolici o minacciati e spesso ridimensionati, da parte israeliana, anche da un rapido intervento militare internazionale), attuata tramite una massiccia e profonda campagna di bombardamenti verso le principali città, infrastrutture e siti nucleari del paese persiano. Ciò, inevitabilmente, causa dunque una dura risposta iraniana che, sfociata in una definitiva escalation in una vera e propria guerra aperta, presto divenuta di logoramento (ma non regionale, per via del rifiuto sul momento degli altri Paesi arabi di intervenire), vede continui lanci reciproci di droni e missili balistici e ingenti danni, morti e feriti, nonostante l'utilizzo di contraeree da entrambe le parti, sia in Israele che in Iran (il quale, in aggiunta, subisce anche una forte decapitazione del vertice all'interno delle sue forze armate), con l'obiettivo neanche troppo velato di un vicendevole indebolimento sul lungo periodo.
Continuati dunque gli attacchi reciproci per alcuni giorni, in data 21 giugno, nonostante numerosi dubbi e reticenze iniziali (principalmente politiche), gli Stati Uniti decidono di intervenire su spinta israeliana nel conflitto, bombardando con anche delle cosiddette Bombe anti-bunker (ufficialmente Massive Ordnance Penetrator) i siti nucleari di Natanz, Isfahan ed il più fortificato Fordo (già colpiti da precedenti attacchi israeliani), ottenendo un esito variamente disputato sul programma nucleare del paese. 
L’intervento, senza precedenti fino a quel momento, ha fatto sorgere numerosi interrogativi, già da tempo discussi, sulla futura evoluzione del conflitto, ma alla fine, anche grazie ad un forte ritegno bilaterale dovuto ai danni subìti, la crisi è rientrata con una velata minaccia iraniana di chiusura del cruciale Stretto di Hormuz, con una preannunciata e simbolica risposta verso la base militare statunitense di Al-Udeid, in Qatar (che, pur non avendo causato né danni considerevoli né feriti né vittime, ha particolarmente infastidito il governo dell’emirato), e con un successivo cessate il fuoco, cominciato per fasi a partire dal 24 giugno su persuasione e mediazione degli stessi Stati Uniti e raggiunto in poco più di due giorni, cosa che ha così permesso ad Israele di concentrarsi nuovamente sugli Huthi, sulla Siria e soprattutto sulla Striscia di Gaza, ottenendo il raggiungimento di 4/5 della sua superficie occupata (grazie ad una nuova occupazione già iniziata in precedenza e subito molto discussa, sia per l’inedito accentramento della gestione umanitaria verso un’unica organizzazione non governativa indirettamente supervisionata dalle autorità israeliane, la Gaza Humanitarian Foundation — presto dimostratasi abbastanza inadeguata e fonte per numerosi gravi incidenti — sia per gli imponenti piani di spostamento della popolazione richiesti dalle Forze di difesa israeliane), ed all’Iran di ricompattarsi per evitare crisi interne, sebbene abbastanza improbabili a causa di uno stretto controllo statale esacerbatosi già dall’inizio del conflitto. Politicamente parlando infine, è stato altresì riscontrato che la guerra sia stata per Benjamin Netanyahu un grande propulsore di consensi, portando nuovamente lui ed il suo partito politico in testa alle preferenze elettorali dopo un periodo di declino continuo.
Poche settimane dopo, in data 15 luglio, Ebraismo della Torah Unito annuncia ufficialmente la sua dipartita dall’esecutivo (divenuta effettiva due giorni dopo), in seguito a dei disaccordi già da tempo latenti (ma sospesi a causa dell’improvviso conflitto con l’Iran), durante la discussione di un disegno di legge riguardante il servizio militare per gli ebrei ultraortodossi, resasi necessaria dopo una sentenza della Corte suprema di Israele, assai contestata dai membri di tali comunità, contro l’esenzione che fino a quel momento era stata prevista per quest’ultimi. Tale atto, per quando abbia effettivamente indebolito l'esecutivo, non ha comunque impattato eccessivamente su di esso, poiché la coalizione, seppur con fatica, è comunque riuscita a conservare autonomamente una risicatissima maggioranza di manovra (61 seggi su 120) per restare in carica sia grazie alla volontà dei partiti politici di non giungere ad una piena crisi di governo ed al fatto che la pausa estiva della Knesset abbia permesso al governo di guadagnare tempo per giungere ad un accordo, sia grazie all’appoggio esterno determinante dell’unico parlamentare di Noam.
Nonostante dunque un contesto più favorevole al dialogo, il giorno successivo, a causa della perdurante discordanza di opinioni sul disegno di legge, anche Shas annuncia (come anche precedentemente ipotizzato) la sua dipartita dal governo per le medesime ragioni (effettiva dal 17 luglio), causando così, a differenza del primo caso, un effettivo e grave indebolimento dell'esecutivo, messo ufficialmente in minoranza, ed un grave avvicinamento verso la crisi di governo che, nonostante l’appoggio esterno garantito dal partito politico, costringe quest’ultimo ad avviare rapidamente un esteso tavolo negoziale per restare in carica.
Parallelamente a ciò, sul lato bellico un importante risvolto si verifica quando, dopo varie anticipazioni, il Primo ministro di Israele Benjamin Netanyahu annuncia un piano militare per occupare integralmente prima Gaza e successivamente l’intera Striscia, volto in tal senso ad accelerare forzatamente, seppur in modo controverso, verso un orientamento più favorevole del conflitto, impedendo contestualmente l’avanzamento di ulteriori negoziati ed avviando nel mentre un’espansione degli insediamenti israeliani in Cisgiordania. Tale mossa tuttavia, vista la già generale condizione di distruzione, sovraffollamento e saturazione di sfollati, carestia sistematica (legata altresì a tentativi di camuffamento ed insabbiamento, nonostante alcune limitate aperture eccezionali di tolleranza ad esigui aiuti umanitari), nonché di complessiva invivibilità della maggior parte della Striscia (con rischi anche per gli ostaggi e prigionieri di guerra ancora in mano ad Hamas), causa da subito un forte sdegno sia da parte della comunità internazionale, divenuta più apertamente critica e spazientita verso lo Stato ebraico a causa dei continuati richiami ed appelli al cessate il fuoco apertamente ignorati — al punto da spingere, tra i vari strumenti di pressione, molti Stati in precedenza assai più cauti ad orientarsi saldamente verso simbolici riconoscimenti dello Stato di Palestina) —, che da parte di nuovi attori, come precedenti alleati politici esteri, giuristi e svariate organizzazioni non governative estere ed interne, nonché da parte di grandi porzioni della società civile israeliana (complessivamente affaticata dal conflitto) ed elementi dello stesso governo e delle forze armate, la cui frustrazione è parzialmente presto sfociata in forti proteste di piazza.

## Compagine di governo

### Appartenenza politica
L'appartenenza politica dei membri del governo, al momento del giuramento, era la seguente:
| Partito | Partito                    | Presidente | Ministri | Totale |
| ------- | -------------------------- | ---------- | -------- | ------ |
|         | Likud                      | 1          | 19       | 20     |
|         | Partito Sionista Religioso | -          | 3        | 3      |
|         | Shas                       | -          | 3        | 3      |
|         | Otzma Yehudit              | -          | 3        | 3      |
|         | Ebraismo della Torah Unito | -          | 2        | 2      |
| Totale  | Totale                     | 1          | 30       | 31     |

L'appartenenza politica dei membri del governo, al momento della formazione del governo di guerra, era la seguente:
| Partito | Partito                              | Presidente | Ministri | Totale |
| ------- | ------------------------------------ | ---------- | -------- | ------ |
|         | Likud                                | 1          | 18       | 19     |
|         | Partito di Unità Nazionale (Israele) | -          | 5        | 5      |
|         | Shas                                 | -          | 4        | 4      |
|         | Partito Sionista Religioso           | -          | 3        | 3      |
|         | Otzma Yehudit                        | -          | 3        | 3      |
|         | Ebraismo della Torah Unito           | -          | 2        | 2      |
| Totale  | Totale                               | 1          | 35       | 36     |

L'appartenenza politica dei membri del governo, al momento dello scioglimento del governo di guerra, era la seguente:
| Partito | Partito                    | Presidente | Ministri | Totale |
| ------- | -------------------------- | ---------- | -------- | ------ |
|         | Likud                      | 1          | 17       | 18     |
|         | Shas                       | -          | 4        | 4      |
|         | Partito Sionista Religioso | -          | 3        | 3      |
|         | Otzma Yehudit              | -          | 3        | 3      |
|         | Ebraismo della Torah Unito | -          | 2        | 2      |
| Totale  | Totale                     | 1          | 29       | 30     |

L'appartenenza politica dei membri del governo, al momento dell'allargamento a Nuova Speranza, era la seguente:
| Partito | Partito                    | Presidente | Ministri | Totale |
| ------- | -------------------------- | ---------- | -------- | ------ |
|         | Likud                      | 1          | 15       | 16     |
|         | Shas                       | -          | 4        | 4      |
|         | Partito Sionista Religioso | -          | 3        | 3      |
|         | Otzma Yehudit              | -          | 3        | 3      |
|         | Ebraismo della Torah Unito | -          | 2        | 2      |
|         | Nuova Speranza             | -          | 1        | 1      |
| Totale  | Totale                     | 1          | 28       | 29     |

L'appartenenza politica dei membri del governo, al momento dell'uscita di Ebraismo della Torah Unito e di Shas, era la seguente:
| Partito | Partito                    | Presidente | Ministri | Totale |
| ------- | -------------------------- | ---------- | -------- | ------ |
|         | Likud                      | 1          | 21       | 22     |
|         | Partito Sionista Religioso | -          | 3        | 3      |
|         | Otzma Yehudit              | -          | 3        | 3      |
|         | Nuova Speranza             | -          | 1        | 1      |
| Totale  | Totale                     | 1          | 28       | 29     |

### Situazione parlamentare
In seguito all’entrata in carica del governo, il 29 dicembre 2022:
| Camera  | Collocazione | Partiti | Seggi    |
| ------- | ------------ | --- | -------- |
| Knesset | Maggioranza  | Likud (31), Shas (11), Ebraismo della Torah Unito (7), Partito Sionista Religioso (7), Otzma Yehudit (6), Noam (1)        | 63 / 120 |
| Knesset | Astensione   | Indipendenti (2) | 2 / 120  |
| Knesset | Opposizione  | Yesh Atid (24), Partito di Unità Nazionale (10), Yisrael Beiteinu (6), Ra’am (5), Hadash-Ta'al (5), Partito Laburista (4) | 54 / 120 |

In seguito all’uscita di Noam dal governo, il 28 febbraio 2023:
| Camera  | Collocazione | Partiti | Seggi    |
| ------- | ------------ | --- | -------- |
| Knesset | Maggioranza  | Likud (31), Shas (11), Ebraismo della Torah Unito (7), Partito Sionista Religioso (7), Otzma Yehudit (6)                  | 62 / 120 |
| Knesset | Astensione   | Indipendenti (2), Noam (1)                                                                                                | 3 / 120  |
| Knesset | Opposizione  | Yesh Atid (24), Partito di Unità Nazionale (10), Yisrael Beiteinu (6), Ra’am (5), Hadash-Ta'al (5), Partito Laburista (4) | 54 / 120 |

In seguito al rientro di Noam nel governo, il 25 maggio 2023:
| Camera  | Collocazione | Partiti | Seggi    |
| ------- | ------------ | --- | -------- |
| Knesset | Maggioranza  | Likud (31), Shas (11), Ebraismo della Torah Unito (7), Partito Sionista Religioso (7), Otzma Yehudit (6), Noam (1)        | 63 / 120 |
| Knesset | Astensione   | Indipendenti (2) | 2 / 120  |
| Knesset | Opposizione  | Yesh Atid (24), Partito di Unità Nazionale (10), Yisrael Beiteinu (6), Ra’am (5), Hadash-Ta'al (5), Partito Laburista (4) | 54 / 120 |

In seguito all'autorizzazione da parte della Knesset, il 12 ottobre 2023, della dichiarazione di stato d'assedio, che ha determinato la formazione di un governo di guerra e la deroga, per gli atti del governo, di dover essere scrutinati e votati dal parlamento per tutto il periodo bellico, de facto istituendo una situazione di unità nazionale:
| Camera  | Collocazione         | Partiti | Seggi    |
| ------- | -------------------- | --- | -------- |
| Knesset | Governo di guerra    | Likud (31), Shas (11), Partito di Unità Nazionale (12), Ebraismo della Torah Unito (7), Partito Sionista Religioso (7), Otzma Yehudit (6), Noam (1) | 75 / 120 |
| Knesset | Astensione di guerra | Yesh Atid (24), Yisrael Beiteinu (6), Partito Laburista (4)                                                                                         | 34 / 120 |
| Knesset | Opposizione          | Ra’am (5), Hadash-Ta'al (5) | 10 / 120 |

In seguito all'uscita dal governo della fazione del Partito di Unità Nazionale, Nuova Speranza, il 25 marzo 2024:
| Camera  | Collocazione         | Partiti | Seggi    |
| ------- | -------------------- | --- | -------- |
| Knesset | Governo di guerra    | Likud (31), Shas (11), Partito di Unità Nazionale (8), Ebraismo della Torah Unito (7), Partito Sionista Religioso (7), Otzma Yehudit (6), Noam (1) | 71 / 120 |
| Knesset | Astensione di guerra | Yesh Atid (24), Yisrael Beiteinu (6), Partito Laburista (4), Destra di Unità Nazionale (4)                                                         | 38 / 120 |
| Knesset | Opposizione          | Ra’am (5), Hadash-Ta'al (5) | 10 / 120 |

In seguito all'uscita dal governo del Partito di Unità Nazionale, il 9 giugno 2024, e allo scioglimento del formale gabinetto di guerra, il 17 giugno 2024:
| Camera  | Collocazione            | Partiti | Seggi    |
| ------- | ----------------------- | --- | -------- |
| Knesset | Governo di emergenza    | Likud (31), Shas (11), Ebraismo della Torah Unito (7), Partito Sionista Religioso (7), Otzma Yehudit (6), Noam (1)         | 63 / 120 |
| Knesset | Astensione di emergenza | Yesh Atid (24), Partito di Unità Nazionale (8), Yisrael Beiteinu (6), Partito Laburista (4), Destra di Unità Nazionale (4) | 46 / 120 |
| Knesset | Opposizione             | Ra’am (5), Hadash-Ta'al (5)                                                                                                | 10 / 120 |

In seguito al rientro nel governo di Nuova Speranza, il 29 settembre 2024:
| Camera  | Collocazione            | Partiti | Seggi    |
| ------- | ----------------------- | --- | -------- |
| Knesset | Governo di emergenza    | Likud (31), Shas (11), Ebraismo della Torah Unito (7), Partito Sionista Religioso (7), Otzma Yehudit (6), Destra di Unità Nazionale (4), Noam (1) | 67 / 120 |
| Knesset | Astensione di emergenza | Yesh Atid (23), Partito di Unità Nazionale (8), Yisrael Beiteinu (6), I Democratici (4), Indipendente (1)                                         | 42 / 120 |
| Knesset | Opposizione             | Ra’am (5), Hadash-Ta'al (5) | 10 / 120 |

In seguito all'uscita dal governo di Otzma Yehudit, il 19 gennaio 2025, e al suo passaggio in appoggio esterno:
| Camera  | Collocazione            | Partiti | Seggi    |
| ------- | ----------------------- | --- | -------- |
| Knesset | Governo di emergenza    | Likud (31), Shas (11), Ebraismo della Torah Unito (7), Partito Sionista Religioso (7), Destra di Unità Nazionale (4), Noam (1) | 61 / 120 |
| Knesset | Appoggio esterno        | Otzma Yehudit (6) | 6 / 120  |
| Knesset | Astensione di emergenza | Yesh Atid (23), Partito di Unità Nazionale (8), Yisrael Beiteinu (6), I Democratici (4), Indipendente (1)                      | 42 / 120 |
| Knesset | Opposizione             | Ra’am (5), Hadash-Ta'al (5) | 10 / 120 |

In seguito al rientro nel governo di Otzma Yehudit, il 19 marzo 2025:
| Camera  | Collocazione            | Partiti | Seggi    |
| ------- | ----------------------- | --- | -------- |
| Knesset | Governo di emergenza    | Likud (31), Shas (11), Ebraismo della Torah Unito (7), Partito Sionista Religioso (7), Otzma Yehudit (6), Destra di Unità Nazionale (4), Noam (1) | 67 / 120 |
| Knesset | Astensione di emergenza | Yesh Atid (23), Partito di Unità Nazionale (8), Yisrael Beiteinu (6), I Democratici (4), Indipendente (1)                                         | 42 / 120 |
| Knesset | Opposizione             | Ra’am (5), Hadash-Ta'al (5) | 10 / 120 |

In seguito all'uscita dal governo di Noam, il 24 marzo 2025:
| Camera  | Collocazione            | Partiti | Seggi    |
| ------- | ----------------------- | --- | -------- |
| Knesset | Governo di emergenza    | Likud (31), Shas (11), Ebraismo della Torah Unito (7), Partito Sionista Religioso (7), Otzma Yehudit (6), Destra di Unità Nazionale (4) | 66 / 120 |
| Knesset | Astensione di emergenza | Yesh Atid (23), Partito di Unità Nazionale (8), Yisrael Beiteinu (6), I Democratici (4), Noam (1), Indipendente (1)                     | 43 / 120 |
| Knesset | Opposizione             | Ra’am (5), Hadash-Ta'al (5) | 10 / 120 |

In seguito all'uscita dal governo di Ebraismo della Torah Unito ed al passaggio di Noam in appoggio esterno, il 15 luglio 2025:
| Camera  | Collocazione            | Partiti | Seggi    |
| ------- | ----------------------- | --- | -------- |
| Knesset | Governo di emergenza    | Likud (31), Shas (11), Partito Sionista Religioso (7), Otzma Yehudit (6), Destra di Unità Nazionale (4)                                   | 59 / 120 |
| Knesset | Appoggio esterno        | Noam (1) | 1 / 120  |
| Knesset | Astensione di emergenza | Yesh Atid (23), Partito di Unità Nazionale (8), Ebraismo della Torah Unito (7), Yisrael Beiteinu (6), I Democratici (4), Indipendente (1) | 49 / 120 |
| Knesset | Opposizione             | Ra’am (5), Hadash-Ta'al (5) | 10 / 120 |

In seguito all'uscita dal governo di Shas, il 16 luglio 2025, ed al suo passaggio in appoggio esterno:
| Camera  | Collocazione            | Partiti | Seggi    |
| ------- | ----------------------- | --- | -------- |
| Knesset | Governo di emergenza    | Likud (31), Partito Sionista Religioso (7), Otzma Yehudit (6), Destra di Unità Nazionale (4)                                              | 48 / 120 |
| Knesset | Appoggio esterno        | Shas (11), Noam (1) | 12 / 120 |
| Knesset | Astensione di emergenza | Yesh Atid (23), Partito di Unità Nazionale (8), Ebraismo della Torah Unito (7), Yisrael Beiteinu (6), I Democratici (4), Indipendente (1) | 49 / 120 |
| Knesset | Opposizione             | Ra’am (5), Hadash-Ta'al (5) | 10 / 120 |

## Composizione

### Composizione civile
Likud
     Shas
     Ebraismo della Torah Unito
     Partito Sionista Religioso
     Otzma Yehudit
     Noam
     Partito di Unità Nazionale
     Destra di Unità Nazionale
     Indipendenti (di area Likud)
| Ufficio del Primo ministro                                                                  | Ufficio del Primo ministro | Ufficio del Primo ministro | Ufficio del Primo ministro                                                               | Ufficio del Primo ministro |
| Carica                                                                                      | Titolare                   | Titolare                   | Titolare                                                                                 | Partito                    |
| ------------------------------------------------------------------------------------------- | -------------------------- | -------------------------- | ---------------------------------------------------------------------------------------- | -------------------------- |
| Primo ministro                                                                              |                            |                            | Benjamin Netanyahu                                                                       | Likud                      |
| Primo Vice Primo ministro                                                                   |                            |                            | Yariv Levin                                                                              | Likud                      |
| Secondo Vice Primo ministro (soppresso)                                                     |                            |                            | Aryeh Deri (fino al 23 gennaio 2023)                                                     | Shas                       |
| Ministeri                                                                                   |                            |                            |                                                                                          |                            |
| Ministri                                                                                    | Ministri                   | Ministri                   | Ministri                                                                                 | Partito                    |
| Giustizia                                                                                   |                            |                            | Yariv Levin                                                                              | Likud                      |
| Salute, Interni e Periferia (scorporato)                                                    |                            |                            | Aryeh Deri (fino al 23 gennaio 2023)                                                     | Shas                       |
| Salute (temporaneamente istituito, poi soppresso e re-istituito)                            |                            |                            | Yoav Ben-Tzur (ad interim) (dal 23 gennaio al 19 aprile 2023)                            | Shas                       |
| Salute (temporaneamente istituito, poi soppresso e re-istituito)                            |                            |                            | Uriel Buso (dal 12 ottobre 2023 al 17 luglio 2025)                                       | Shas                       |
| Salute (temporaneamente istituito, poi soppresso e re-istituito)                            |                            |                            | Benjamin Netanyahu (ad interim) (dal 30 luglio al 6 agosto 2025)                         | Likud                      |
| Salute (temporaneamente istituito, poi soppresso e re-istituito)                            |                            |                            | Haim Katz (dal 6 agosto 2025)                                                            | Likud                      |
| Interno e Periferia (temporaneamente istituito, poi soppresso e re-istituito)               |                            |                            | Michael Malchieli (ad interim) (dal 23 gennaio al 19 aprile 2023)                        | Shas                       |
| Interno e Periferia (temporaneamente istituito, poi soppresso e re-istituito)               |                            |                            | Moshe Arbel (dal 12 ottobre 2023 al 21 luglio 2025)                                      | Shas                       |
| Interno e Periferia (temporaneamente istituito, poi soppresso e re-istituito)               |                            |                            | Benjamin Netanyahu (ad interim) (dal 30 luglio al 6 agosto 2025)                         | Likud                      |
| Interno e Periferia (temporaneamente istituito, poi soppresso e re-istituito)               |                            |                            | Yariv Levin (dal 6 agosto 2025)                                                          | Likud                      |
| Salute Interno e Periferia (re-incorporato poi ri-scorporato)                               |                            |                            | Moshe Arbel (dal 19 aprile al 12 ottobre 2023)                                           | Shas                       |
| Agricoltura e Sviluppo Rurale                                                               |                            |                            | Avi Dichter                                                                              | Likud                      |
| Immigrazione (Aliyah) e Assorbimento                                                        |                            |                            | Ofir Sofer                                                                               | Partito Sionista Religioso |
| Comunicazioni                                                                               |                            |                            | Shlomo Karhi                                                                             | Likud                      |
| Alloggi e Costruzioni                                                                       |                            |                            | Yitzhak Goldknopf (fino al 12 giugno 2025)                                               | Ebraismo della Torah Unito |
| Alloggi e Costruzioni                                                                       |                            |                            | Haim Katz (ad interim) (dal 12 giugno 2025)                                              | Likud                      |
| Cultura e Sport                                                                             |                            |                            | Miki Zohar                                                                               | Likud                      |
| Difesa                                                                                      |                            |                            | Yoav Galant (fino al 5 novembre 2024)                                                    | Likud                      |
| Difesa                                                                                      |                            |                            | Israel Katz (dal 5 novembre 2024)                                                        | Likud                      |
| Sviluppo del Negev e della Galilea e Resilienza Nazionale                                   |                            |                            | Yitzhak Wasserlauf (fino al 19 gennaio 2025)                                             | Otzma Yehudit              |
| Sviluppo del Negev e della Galilea e Resilienza Nazionale                                   |                            |                            | Haim Katz (ad interim) (dal 23 gennaio al 19 marzo 2025)                                 | Likud                      |
| Sviluppo del Negev e della Galilea e Resilienza Nazionale                                   |                            |                            | Yitzhak Wasserlauf (dal 19 marzo 2025)                                                   | Otzma Yehudit              |
| Affari della diaspora Uguaglianza sociale e Pensionati (soppresso)                          |                            |                            | Amichai Chikli (fino al 24 gennaio 2024)                                                 | Likud                      |
| Ministero dell'emancipazione femminile (istituito e soppresso)                              |                            |                            | May Golan (dal 1º maggio 2023 al 24 gennaio 2024)                                        | Likud                      |
| Affari della diaspora (istituito)                                                           |                            |                            | Amichai Chikli (dal 24 gennaio 2024)                                                     | Likud                      |
| Ministero dell'Uguaglianza sociale (istituito)                                              |                            |                            | May Golan (dal 24 gennaio 2024)                                                          | Likud                      |
| Economia                                                                                    |                            |                            | Nir Barkat                                                                               | Likud                      |
| Istruzione                                                                                  |                            |                            | Yoav Kish                                                                                | Likud                      |
| Cooperazione regionale                                                                      |                            |                            | Yoav Kish (fino al 28 marzo 2023)                                                        | Likud                      |
| Cooperazione regionale                                                                      |                            |                            | Dudi Amsalem (dal 28 marzo 2023)                                                         | Likud                      |
| Protezione ambientale                                                                       |                            |                            | Idit Silman                                                                              | Likud                      |
| Finanze                                                                                     |                            |                            | Bezalel Smotrich                                                                         | Partito Sionista Religioso |
| Affari esteri                                                                               |                            |                            | Eli Cohen (fino al 1º gennaio 2024)                                                      | Likud                      |
| Affari esteri                                                                               |                            |                            | Israel Katz (dal 1º gennaio al 5 novembre 2024)                                          | Likud                      |
| Affari esteri                                                                               |                            |                            | Gideon Sa'ar (dal 5 novembre 2024)                                                       | Nuova Speranza             |
| Patrimonio                                                                                  |                            |                            | Amihai Eliyahu (fino al 19 gennaio 2025)                                                 | Otzma Yehudit              |
| Patrimonio                                                                                  |                            |                            | Haim Katz (ad interim) (dal 23 gennaio al 19 marzo 2025)                                 | Likud                      |
| Patrimonio                                                                                  |                            |                            | Amihai Eliyahu (dal 19 marzo 2025)                                                       | Otzma Yehudit              |
| Intelligence (soppresso)                                                                    |                            |                            | Gila Gamliel (fino al 13 marzo 2024)                                                     | Likud                      |
| Affari di Gerusalemme e Tradizione Ebraica                                                  |                            |                            | Meir Porush (fino al 17 luglio 2025)                                                     | Ebraismo della Torah Unito |
| Affari di Gerusalemme e Tradizione Ebraica                                                  |                            |                            | Benjamin Netanyahu (ad interim) (dal 30 luglio 2025)                                     | Likud                      |
| Lavoro, Affari sociali e Servizi sociali                                                    |                            |                            | Ya'akov Margi (fino al 17 luglio 2025)                                                   | Shas                       |
| Lavoro, Affari sociali e Servizi sociali                                                    |                            |                            | Benjamin Netanyahu (ad interim) (dal 30 luglio al 6 agosto 2025)                         | Likud                      |
| Lavoro, Affari sociali e Servizi sociali                                                    |                            |                            | Yariv Levin (dal 6 agosto 2025)                                                          | Likud                      |
| Infrastruttura nazionale, Energia, Risorse idriche                                          |                            |                            | Israel Katz (fino al 1º gennaio 2024)                                                    | Likud                      |
| Infrastruttura nazionale, Energia, Risorse idriche                                          |                            |                            | Eli Cohen (dal 1º gennaio 2024)                                                          | Likud                      |
| Insediamenti e Missioni nazionali                                                           |                            |                            | Orit Strook                                                                              | Partito Sionista Religioso |
| Sicurezza nazionale                                                                         |                            |                            | Itamar Ben-Gvir (fino al 19 gennaio 2025)                                                | Otzma Yehudit              |
| Sicurezza nazionale                                                                         |                            |                            | Haim Katz (ad interim) (dal 23 gennaio al 19 marzo 2025)                                 | Likud                      |
| Sicurezza nazionale                                                                         |                            |                            | Itamar Ben-Gvir (dal 19 marzo 2025)                                                      | Otzma Yehudit              |
| Affari religiosi                                                                            |                            |                            | Michael Malchieli (fino al 17 luglio 2025)                                               | Shas                       |
| Affari religiosi                                                                            |                            |                            | Benjamin Netanyahu (ad interim) (dal 30 luglio al 6 agosto 2025)                         | Likud                      |
| Affari religiosi                                                                            |                            |                            | Yariv Levin (dal 6 agosto 2025)                                                          | Likud                      |
| Innovazione, Scienza e Tecnologia                                                           |                            |                            | Ofir Akunis (fino al 18 marzo 2024)                                                      | Likud                      |
| Innovazione, Scienza e Tecnologia                                                           |                            |                            | Gila Gamliel (dal 18 marzo 2024)                                                         | Likud                      |
| Affari strategici                                                                           |                            |                            | Ron Dermer                                                                               | Indipendente               |
| Turismo                                                                                     |                            |                            | Haim Katz                                                                                | Likud                      |
| Trasporti e Sicurezza stradale                                                              |                            |                            | Miri Regev                                                                               | Likud                      |
| Informazione (soppresso)                                                                    |                            |                            | Galit Distal Atberian (fino al 12 ottobre 2023)                                          | Likud                      |
| Ministeri senza portafoglio                                                                 |                            |                            |                                                                                          |                            |
| Ministri                                                                                    | Ministri                   | Ministri                   | Ministri                                                                                 | Partito                    |
| Ministra senza portafoglio (istituito e soppresso)                                          |                            |                            | Yifat Shasha-Biton (dal 12 ottobre 2023 al 9 giugno 2024)                                | Partito di Unità Nazionale |
| Ministro senza portafoglio (istituito e soppresso)                                          |                            |                            | Hili Tropper (dal 12 ottobre 2023 al 9 giugno 2024)                                      | Partito di Unità Nazionale |
| Ministro senza portafoglio (istituito e soppresso, poi re-istituito e nuovamente soppresso) |                            |                            | Gideon Sa'ar (dal 12 ottobre 2023 al 25 marzo 2024; dal 29 settembre al 5 novembre 2024) | Partito di Unità Nazionale |
| Ministro senza portafoglio (istituito e soppresso, poi re-istituito e nuovamente soppresso) | Nuova Speranza             |                            | Gideon Sa'ar (dal 12 ottobre 2023 al 25 marzo 2024; dal 29 settembre al 5 novembre 2024) |                            |

Fonte:

### Gabinetto di guerra (2023-2024)
Oltre agli stessi ministri civili, mantenuti nelle proprie posizioni regolari, il governo è stato riassettato, dal 12 ottobre 2023 al 17 giugno 2024, in una formale modalità “proto-parallela”, secondo cui solo una ristretta cerchia di individui (per l'appunto, il Consiglio di Guerra) facevano parte di questo gabinetto speciale, prendendo tutte quelle decisioni ritenute fondamentali per lo sforzo bellico e la salvaguardia del Paese, in deroga alle norme consuetudinarie. Essi erano:
     Likud
     Partito di Unità Nazionale
     Shas
     Indipendenti (di area Likud)
| Carica                                   | Titolare | Titolare | Titolare                                             | Partito                    |
| ---------------------------------------- | -------- | -------- | ---------------------------------------------------- | -------------------------- |
| Primo ministro                           |          |          | Benjamin Netanyahu (fino al 17 giugno 2024)          | Likud                      |
| Difesa                                   |          |          | Yoav Galant (fino al 17 giugno 2024)                 | Likud                      |
| Ministro senza portafoglio               |          |          | Benny Gantz (dal 12 ottobre 2023 al 9 giugno 2024)   | Partito di Unità Nazionale |
| Ministro senza portafoglio (osservatore) |          |          | Gadi Eizenkot (dal 12 ottobre 2023 al 9 giugno 2024) | Partito di Unità Nazionale |
| Affari Strategici (osservatore)          |          |          | Ron Dermer (dal 12 ottobre 2023 al 17 giugno 2024)   | Indipendente               |
| Ministro senza portafoglio (osservatore) |          |          | Aryeh Deri (dal 12 ottobre 2023 al 17 giugno 2024)   | Shas                       |

Sciolto quest'ultimo, il 17 giugno 2024, le competenze sono state ripartite in un comitato ministeriale più ridotto e informale all'interno del regolare governo civile.
Fonte: